# Meliboeus purpureicollis
Meliboeus purpureicollis es una especie de escarabajo del género Meliboeus, familia Buprestidae. Fue descrita científicamente por Théry en 1930.